# フィリップ・クロワゾン
フィリップ・クロワゾン（Philippe Croizon、1967年 - ）は、フランス人アスリート、英国海峡を泳いだ最初の四肢切断の人物。

## 略歴
- 1994年3月、ヴィエンヌ県の自宅屋根のテレビアンテナを調整するために金属のはしごに立っていた時、電気ショックにより、はしごに四肢が接着した[2][3][2][3] 。アンドル＝エ＝ロワール県トゥールの病院に搬送され、医師は彼の四肢を切断した。当時、26歳、既婚、子ども1人で第2子出産が予定されており、Fonderie du Poitou社の社員であった[3]。
- 2010年、ノワールムティエ島 - ポルニック（Pornic）間を5時間以内に泳ぐ
- 2010年9月18日（42歳）、英国海峡21マイル (34 km)[4][5]を14時間以内で完泳[6]。6時45分：フォウクスタン（Folkestone）出発 - 20時13分：カップグリネ（Cap Gris Nez）到着
- 2012年5月、パプアニューギニア - インドネシア間を、7.5時間で泳ぐ
- 2012年6月、エジプト - ヨルダン間を4時間20分で泳ぐ
- 2012年7月12日、タリファ(スペイン) - タンジェ(モロッコ)間を5時間20分で泳いだ。
- 2012年8月17日、リトルダイオミード島(アメリカ) - ビッグダイオミード島(ロシア)間を1時間15分で泳ぎ、五大陸を渡る世界一周が達成された。

## 著書
- Croizon, Philippe (2006年) (フランス語), J'ai décidé de vivre [I decided to live], Paris: Jean-Claude Gawsewitch, ISBN 978-2-350-13073-6 ：音声認識を使用して記述

## 参照
1. ↑   Limbless man completes Channel swim, The Press Association (UKPA), (19 September 2010) 2010年9月19日閲覧。
2. 1 2  
“Amputé des 4 membres, il va traverser la Manche à la nage” (フランス語), Le Télégramme, (20 November 2009)
3. 1 2 3  “Handisport. défi. Amputé des quatre membres, il veut traverser la Manche à la nage” (フランス語), La Dépêche, (23 November 2009) 2010年9月19日閲覧。
4. ↑  “Frenchman with amputated limbs completes Channel swim”. BBC News (2010年9月19日). 2010年9月19日閲覧。
5. ↑  John Lichfield (20 September 2010), “Four amputations, 13 hours – one extraordinary swim”, The Independent (London) 2010年9月19日閲覧。
6. ↑  “Limbless French swimmer makes Channel crossing”, TVNZ, (19 September 2010) 2010年9月19日閲覧。

- Telfer, Julia (24 April 2012), “Athlete Without Limbs to Swim Around The World”, IBTimes TV 2012年5月17日閲覧。
- “Les Nageurs” [The Swimmers] (French). Nager au-delà des frontières. 2012年5月22日閲覧。
- “Limbless Frenchman Philippe Croizon hits swim landmark”, BBC News, (17 May 2012) 2012年5月17日閲覧。